# Flying Lesbians
Die Flying Lesbians (frei übersetzt „Fliegende Lesben“) waren die erste reine Frauenrockband in Deutschland und auf dem europäischen Festland. Die Gruppe wurde anlässlich des ersten Frauenfestes in Deutschland Rockfete im Rock am 11. Mai 1974 gegründet. Sie spielte ausschließlich vor weiblichem Publikum und ihre 1975 erschienene LP wurde ausschließlich in Frauenbuchläden verkauft – mit für eine Indie-Produktion großem Erfolg von zwei Auflagen und insgesamt ca. 17.000 verkauften LPs.

## Logo
Das Logo der Flying Lesbians, das auch die LP von 1975 ziert, ist eine doppelseitige silberne Axt auf grauen Hintergrund mit breitem roten Rahmen. Die sogenannte Amazonenaxt sollte sinnbildlich für das kämpferische Image der Gruppe stehen.

## Geschichte
Die Flying Lesbians gründeten sich als erste deutsche Frauenband am 11. Mai 1974, anlässlich des vom Frauenzentrum Westberlin veranstalteten ersten öffentlichen Frauenfestes in der Mensa der TU Berlin, – sozusagen über Nacht, weil die gebuchte englische Band nur zwei Tage zuvor abgesagt hatte. Solidarisch ermöglicht wurde der Auftritt durch befreundete Musiker: Os Mundi und Ton Steine Scherben stellten Schlagzeug, E-Piano und PA-Anlage, und machten auch den ersten Soundcheck in der großen Halle.
Für den Spiegel beobachtete Sophie von Behr dies erste große Frauenfest. Unter der Überschrift „Das große Weiche dominierte“ beschrieb sie die „respektabel harten Nummern“ der Frauenband – und ihre Empfindungen nach dem Fest: „Auf Dauer laufen Feste ohne Männer sicher nicht. Und doch: wenn man als normal empfindende Frau morgens um drei durch ausgestorbene Großstadtstraßen nach Hause fährt, ist die Welt noch in Ordnung. Sie ist selbst zu dieser Nachtzeit auf penetrante Weise von Männern bestimmt und gemacht und daher plötzlich fremd.“
Verankerung und Resonanz in der Frauen- und Lesbenbewegung machten die Flying Lesbians zur musikalischen „Stimme der autonomen Frauenbewegung“. Sie verstanden sich als Teil einer umfassenden, sich entwickelnden „Frauenkultur“.
In der US-amerikanischen feministischen Zeitschrift Off Our Backs schrieb Miriam Frank 1977:

„Die Flying Lesbians sind die deutsche Frauenbewegung, ausgedrückt in Musik. Jeder Song reflektiert eine wichtige Idee, Kritik oder Problem, das gerade in den Frauenzentren oder Projektkollektiven abgehandelt wird, oder über das in den Kneipen gesprochen wird…“

Das internationale Frauencamp 1974 auf der dänischen Insel Femø – mit Teilnehmerinnen aus Europa und USA, einschließlich der bekannten Soziologin Diana E. H. Russell und der Journalistin Alice Schwarzer – und das folgende, große Open Air Frauenfestival in der dänischen Hauptstadt Kopenhagen waren ein Meilenstein für die europäische Frauenbewegung. Hier wurden die Impulse und Konzepte für das erste „Internationale Tribunal zu Verbrechen gegen Frauen“ 1976 nach dem Internationalen Jahr der Frau in Brüssel, Belgien, geschaffen. Die Flying Lesbians engagierten sich aktiv und spielten auch auf beiden Veranstaltungen, in Kopenhagen vor 30.000 Festivalbesuchern – dies nur drei Monate nach ihrer Gründung als Band in Berlin.
Für das Brüsseler Tribunal organisierten die Gruppen des Frauenzentrums Berlin „… ein vorbereitendes Tribunal, in diesem Fall ein Frauenfest, bei dem die Gruppen die Beiträge vorstellten, die sie für Brüssel vorbereitet hatten und publizierte sie einer Broschüre.“ Auch auf diesem Fest spielten die Flying Lesbians.
Während des im März 1976 folgenden Internationalen Tribunals in Brüssel traten die Flying Lesbians dann zweimal auf. Diana E. H. Russell beschreibt die besondere soziale Funktion und die atmosphärischen Effekte ihrer Musik für das Tribunal:

„Für viele Frauen waren die erfreulichsten Ereignisse des Tribunals zwei Parties am Samstag und Sonntag. Einige Mitglieder des Koordinationskomitees waren der Meinung, dass es wichtig sei, gute soziale Zeiten miteinander zu verbringen, und so hatten wir die Flying Lesbians eingeladen, eine extrem populäre, feministische, siebenköpfige Rockband aus Deutschland, die während des Tribunals ein- oder zweimal gespielt hat. Während sie bereit waren, kostenlos zu spielen, wie sie es immer für feministische Veranstaltungen tun, brauchten sie ihre Transportkosten. Aufgrund unserer finanziellen Situation hatten wir zu lange gewartet, um einen Saal für eine Party zu mieten. So hatten wir am Wochenende zwei Parties im viel zu kleinen Frauenhaus Maison des Femmes. Hunderte lesbische und heterosexuelle Frauen tanzten überschwänglich zur Musik der Flying Lesbians, und die beengten Verhältnisse schienen niemanden zu stören.
 In Situationen, in denen Sprache und kulturelle Unterschiede Kommunikation und Gefühle die Solidarität zu behindern vermögen, können Musik, Singen und Tanzen viel effektiver sein. Das Matson [sic; i. e. Maison des Femmes] wird nach seinem ersten Frauenfest nie mehr dasselbe sein, und das gilt auch für einige der feiernden Frauen.“

Ihre Songs – Texte und Musik – schrieben die Flying Lesbians (bis auf zwei Adaptionen) selbst, die meisten auf Deutsch, einige auf Englisch. Sie können auf ihrer Website angehört und gelesen werden. Auf der LP von 1975 firmieren die Songs unter dem Pseudonym Emily Pankhurst, weil sich die Gruppe kollektiven Idealen verpflichtet fühlte.
Bis zu ihrer Auflösung im Jahre 1977 spielten die Flying Lesbians auf vielen verschiedenen Frauenfesten in ganz Europa, unter anderem in Kopenhagen, Brüssel, Basel, Wien und Berlin. Ihr Bühnenrevival gaben die sie im Herbst 2007. Im selben Jahr wurde auch die LP als CD neu aufgelegt.
1976, zur Zeit der Auftritte der Flying Lesbians, widmeten Monique Wittig und Sande Zeig der Band einen Artikel in ihrem Buch Lesbische Völker. Ein Wörterbuch:

„Die Flying Lesbians kommen aus Germanien. Als Sängerinnen und Musikantinnen verdanken sie ihren Ruhm der Tatsache, dass sie in der Raserei, die die Gloriose Zeit einläutete, erste Gruppe von fahrenden Lesben waren.“

Der Musikwissenschaftler Joachim Strieben ordnet die Flying Lesbians innerhalb der Berliner Bands in die Reihe der Politrock-Gruppen Ton Steine Scherben und Lokomotive Kreuzberg ein. Den historischen Zusammenhang zwischen Frauenbewegung, Frauenmusik und Frauenrock in der Bundesrepublik stellt Birgitt Schuster 1983 so dar: „Durch die Frauenbewegung sensibilisiert entstand bei Frauen das Bedürfnis nach eigener Musik mit frauenspezifischen Texten und bei einigen der Unwille, weiterhin nach sexistischer Rockmusik von Männern zu tanzen (z. B. 'Under my thumb' von den 'Rolling Stones'). 1973 [sic] entstanden die Flying Lesbians, eine radikal-lesbische Gruppe, die entsprechende Texte mit Hardrock verbanden. Ihr Ziel war es, für Frauenfeste eigene Musik zum Tanzen zu schaffen. Im Mai 1974 gab es das erste Frauenfest 'Rockfestival im Rock' mit 2000 Frauen. Anschließend, gerade auch durch dieses Fest ermutigt, entschieden sich Frauen in verschiedenen Städten der BRD, mit anderen Frauen Musik zu machen. Anfänglich wurden jedoch hauptsächlich Lieder der französischen und italienischen Bewegung nachgespielt und gesungen. Im Sommer 1975 fand die zweite Frauenrockfete statt. Die 'Flying Lesbians' machten in diesem Jahr ihre erste Langspielplatte. Diese Entwicklungen standen deshalb auf gutem Boden, weil die Zahl der Feministinnen 1976 auf 20.000 bis 30.000 in der BRD geschätzt wurde.“
Über die Funktion der Frauenfeste als Passagen-Rituale und als Coming-out Parties für die Frauenbewegung reflektiert Cillie Rentmeister in mehreren Essays.
Die Flying Lesbians waren auch präsent in der Doppel-Ausstellung Homosexualität_en im Schwulen Museum und dem Deutschen Historischen Museum (DHM) in Berlin 2015, einer bemerkenswerten Präsentation insbesondere sowohl im Hinblick auf den „offiziellen“ Ausstellungsort „DHM“ als auch auf die umfassenden Inhalte: „Das Deutsche Historische Museum und das Schwule Museum* präsentieren vom 26. Juni bis 1. Dezember 2015 die gemeinsam von der Kulturstiftung des Bundes und der Kulturstiftung der Länder geförderte Ausstellung „Homosexualität_en“. Die Sonderschau bietet auf insgesamt 1.600 Quadratmetern 150 Jahre Geschichte, Politik und Kultur homosexueller Frauen und Männer in Deutschland…“ Auf der Ausstellung war unter anderem eine Audiostation für Songs der Flying Lesbians eingerichtet.
Weitere Ausstellungspräsenzen folgten unter anderem 2018 in Berlin im Schwulen Museum in „Radikal – Lesbisch – Feministisch“, zur Finissage auch mit einem live-Auftritt „Sing Along & Talk“.
2021 wurde die Band in Bonn im Haus der Geschichte der Bundesrepublik Deutschland in der Ausstellung „Hits & Hymnen. Klang der Zeitgeschichte“ mit präsentiert, sowie in Leipzig 2023 bis Juli 2024 im Haus der Geschichte der Bundesrepublik Deutschland – Zeitgeschichtliches Forum Leipzig. In der Ausstellung wird auch ein NDR-Fernsehbeitrag von Alice Schwarzer über die Flying Lesbians gezeigt, mit den Bandfrauen während der Aufnahme ihrer LP, 1975 im Berliner Studio.
In der rbb-Serie „Berlin - Schicksalsjahre einer Stadt. Das Jahr 1975“ spricht Cillie Rentmeister als Zeitzeugin über die Bedeutung des Bandnamens und das Selbstverständnis der Flying Lesbians als „Stimme der Frauenbewegung“.

## Diskografie
- 1975: Flying Lesbians (Album, Frauen Offensive; 2007 Wiederveröffentlichung als CD, im Vertrieb u. a. bei Bear Family Records und über die Homepage der Flying Lesbians[23])